# M55自走炮
M55 203毫米自行榴彈炮（英語：8 inch Self-Propelled Howitzer M55）是美國冷战初期的一款自行榴弹炮，以M47巴頓的底盘为基础研制。原型车于1952年问世，但直到1955年才正式投产。M55和M53 155毫米自行加农炮为同一系列，共同服役于美国陆军和美国海军陆战队，并参与了包括金门炮战、越南战争等一系列战斗。1963年起，M55逐渐被具有空运能力的M110自行榴弹炮取代，共生产约550辆。

## 开发历史
二战结束时，美国陆军列装有一系列不同底盘的自行榴弹炮（如M7、M12、M37、M40等），在日益落后的同时也为后勤带来了不必要的负担。1946年7月，美國军械研发部和陆军经过商讨，决定研发一款新型155毫米自行榴弹炮取代二战设计，必须尽可能和新型中型坦克共用动力和悬挂系统。1950年4月，太平洋车辆制造厂受约生产一种以M47巴頓为底盘的155毫米自行榴弹炮，次年4月又追加一款203毫米衍生型，分别命名为T97和T108自行榴弹炮。
鉴于朝鲜战争需求急切，美国陆军决定于1952年生产30辆T97和70辆T108，但一如同时期的M47巴頓和M103重型坦克，匆忙的投产使得T97和T108在试验中故障丛生，不得不进行旷日持久的修改工程，同时引入新研制的M48巴頓坦克的零部件。1955年，两种样车正式定型为M53 155毫米自行榴弹炮和M55 203毫米自行榴弹炮，列装美国陆军和海军陆战队。

## 设计特点

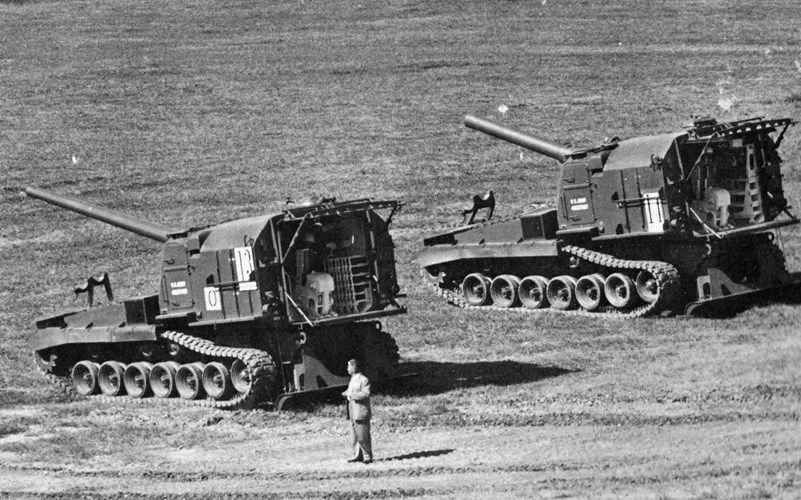
放下车体驻锄的M53（左）和M55自行火炮（右）。

M55自行榴弹炮继承了M47中型坦克的行走机构，将动力室和战斗室位置对调，引擎和驱动轮置於車體前方，诱导轮位于车体后方，与负重轮平齐，为车体后部增加空间。早期型使用M47的AV-1790-5B发动机和CD-850-4传动箱，后期升级为M48的AV-1790-7B发动机和CD-850-4B传动箱，但始终保留M47宽23英寸的履带。车体后部设有驻锄，开火时放下以承受大口径榴弹炮的后坐力。
车体后部的空间装有一个有限旋转的液压驱动炮塔，射界為左右各30度。包括驾驶员在内的所有6名车组成员均位于炮塔中，这一布局的装甲车辆屈指可数，而M53/M55更是唯二成功投产的型号。驾驶员位于炮塔左前方，头顶设有舱盖和四具观瞄镜，早期型像M47一样使用操纵杆，后期型则改用与M48类似的方向盘驾驶车辆；车长位于炮塔右侧，指挥塔上有一挺勃朗宁M2高射机枪；炮手紧挨车长位于车体右前方，间接射击时使用M149全景镜和T27方位指示器，直瞄时则使用M159炮瞄镜。剩余3名成员为装填手，位于炮塔后部。炮塔两侧设有两段式舱门，炮塔后部也有大型上下开启式舱门，方便补给和上下车。M55采用轧压均质装甲，最厚處25毫米，能防护轻武器和破片杀伤。全车具有三防系统，可于核战争环境下运用。
主武器为一門25倍径203（8.0英寸）M47榴彈炮，是二战时期M43自行火炮所用的M1榴彈炮的轻量现代化版，早期原型车带有炮口制退器，但量产型号没有保留。最大俯仰角为-5~+65度，最大射程16,008碼（14,638）。除了二战时期的M106榴弹等弹种外，还可发射M246毒气弹。M55带有半自动输弹机，射速為每1~2分鐘一發。全车可携带10发弹药，弹药架位于炮塔内部两侧。

## 实战运用
M55自行火炮的主要用户是美国陆军和海军陆战队，从1952年一直服役至1970年代初，并于60年代提供给西德聯邦國防軍。美国的M55退役后用于出口，最初的客户为比利时，土耳其也获得了159辆。不久比利时又将退役的M55廉价售予西班牙，后者继续运用至80年代。

### 八二三炮戰

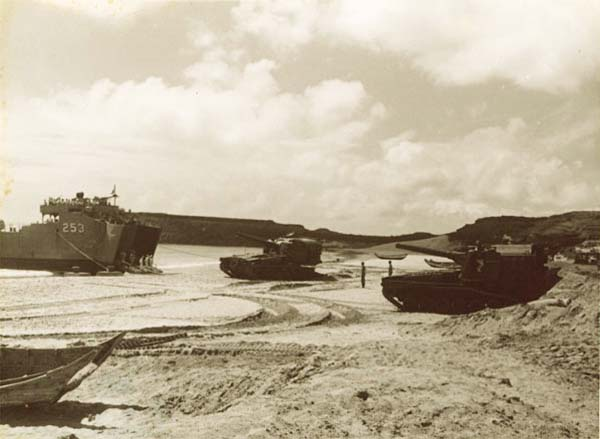
蔣經國監督M55自走炮登陸金門。

战役开始前的1957年，中華民國国防部部长俞大維曾三次赴美商谈引进八吋炮事宜，希望将其部署于金门加强防御，但都被美方以政治制衡为目的予以拒绝。1958年8月23日，中国人民解放军开始大规模炮击金門島，金门炮战爆发。为增强金门守军的反击能力，美国于9月5日批准向中華民國以租借形式提供6辆M55自行火炮。这6辆M55来自駐沖繩美軍海军陆战队第3师，转交国军第1军第607炮兵营使用。在一周的适应训练后，第607炮兵营随火炮经由代号“轰雷计划”的运输行动分两批于9月18日和9月21日从臺灣运至金门，部署于東堡、面前山和内洋一带，一般每次出动两辆。
9月26日，金门守军首次将M55投入实战，初期目标为围头、小嶝岛、大嶝岛等解放军前线炮兵阵地，后逐渐延伸至厦门港口等，交战中有1辆M55被反炮兵火力直击摧毁。M55的出现扭转了国军单发投射质量的劣势，对解放军炮兵构成了一定威胁，但关于M55的确切战果，交战双方说法不一。1959年，美国收回了包括被击毁在内全部6辆M55自行火炮，作为交换提供了36门拖曳式M1榴彈炮。

### 越南战争

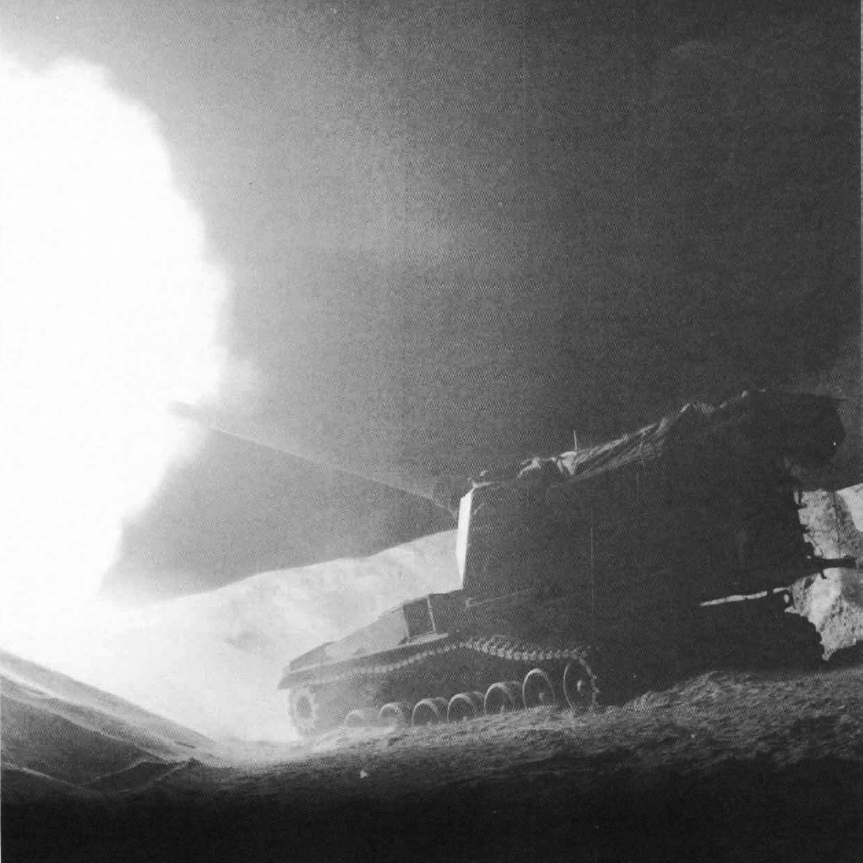
1968年，美国舰队陆战队第3炮兵中队的M55正向峴港機場附近的目标射击。

美军从1952年8月开始列装首批M55自行火炮（当时仍称T108），至1956年全部接收完毕。M53/M55以1:1的比例取代了美国陆军和海军陆战队中所有老式155毫米等级自行火炮。以越战时期海军陆战队编制为例，每个炮兵排一般装备2辆M55，每个炮兵中队由三个炮兵排组成，共6辆M55。炮兵中队隶属海军陆战队师，为步兵提供曲射火力支援。此外，舰队陆战队直属炮兵部队也装备包括M55在内的自行火炮，供一般支援和加强火力用。1956年初，美国陆军将所有的M53升级为M55，但陆战队继续混用。
1967年，M55自行火炮随美國第1海軍陸戰師和第3海军陆战队师被再部署于越南战场，分别投入峴港機場和溪生战役的战斗中。1968年5月，美军展开代号“鼓火II（英語：Drumfire II）”的大规模炮击攻势，第3陆战队师辖第12炮兵中队的4辆M55自行火炮参与了对越南-老挝边境目标的打击，三天内共执行射击任务59次，发射炮弹1,002发。第1陆战队师辖第11炮兵中队则主要负责应对越共的122毫米自行火箭炮和140毫米自行火箭炮对峴港機場的袭扰，一般在前线观察哨的指引下，从越军有效射程（8,000米-12,000米）外对目标实施纵深打击。同年6月，舰队陆战队直属第1炮兵中队的M55参与“雷神行动（英語：Operation Thor）”，对17度線上越南人民军的防御堡垒进行地毯式轰炸，协助摧毁了789个高炮阵地、179个炮兵阵地、143座碉堡、9个地空导弹阵地以及大量车辆和建筑等。
随着越战的发展，便于灵活部署的空运能力相比应对核战的三防能力更符合美军的战术方针，而这正是设计于全面核战争背景下的M55不具备的。1968年起，缺少三防但可用运输机空运的M110自走炮开始部署于越南战场，逐渐取代了M55自行火炮。耐人寻味的是，冷战结束后，M110最终又再次被具有三防能力的M109自走砲所取代。

## 衍生型号
- M53：和M55同时研发，安装155毫米M46加农炮。
- M55E1：改善动力装置，采用带有燃油喷射裝置的AV-1790-8发动机和CD-850-5传动箱；车尾舱门改为左右开合。仅生产2辆样车。
- T162：重火力实验型，采用长达60倍径的175毫米加农炮。为了适应额外的重量，加强了车体和悬挂系统，使用M48坦克的28英寸宽履带、1000马力的AV-1790-6发动机和XT-1400-3传动箱[20]。仅生产3辆样车。其火炮定型后安装于M107自走炮上。

### 引用
1. ↑  . ETtoday新聞雲.   [2023-08-20]. （原始内容存档于2022-02-02）.
2. 1 2 3 4  Hunnicutt 2015，第256頁.
3. ↑  Hunnicutt 1995，第223頁.
4. 1 2  Hunnicutt 2015，第255頁.
5. ↑  Hunnicutt 2015，第55頁.
6. 1 2 3  Hunnicutt 2015，第257頁.
7. ↑  Hunnicutt 2015，第459頁.
8. 1 2  Shulimson 2015，第730頁.
9. ↑  Blume 2012，第30頁.
10. ↑  . Army Recognition. 2010-04-15  [2017-05-15]. （原始内容存档于2018-08-08） （英国英语）.
11. 1 2  沈卫平 2004，第第十二章頁.
12. 1 2  臺灣省文獻委員會 1994，第294頁.
13. 1 2 3  田立仁; 張之維. . 2011-04-15  [2017-05-15]. （原始内容存档于2016-04-04） （中文（臺灣））.
14. 1 2  60砲. . 2014-03-16  [2017-05-15]. （原始内容存档于2019-03-01） （中文（臺灣））.
15. ↑  TM 43-0001-28-3 1981，第3-18頁.
16. ↑  Shulimson 2015，第540頁.
17. ↑  Shulimson 2015，第533頁.
18. ↑  Shulimson 2015，第544頁.
19. ↑  Shulimson 2015，第548頁.
20. ↑  Hunnicutt 2015，第446頁.

### 文献
- Hunnicutt, Richard. . Guilford, VT: Echo Point Books & Media. 2015: 460. ISBN 978-1626548794 （英语）.
- Hunnicutt, Richard. . Novato, CA: Presidio Press. 1995: 340. ISBN 0-89141-570-X （英语）.
- Zaloga, Steven; Delf, Brian. . Westminster, MD: Osprey Publishing. 2007: 32. ISBN 978-1846030611 （英语）.
- Blume, Peter. . 5026. Erlangen, Germany: Tankograd Publishing. 2012: 72. ASIN B003EB07NC （德语）.
- Shulimson, Jack. . Pickle Partners Publishing. 2015: 533. ISBN 9781786256331 （英语）.
- . TM 43-0001-28-3. Washington, DC: Headquarters, Department of the Army. 1981-04-06: 42 （英语）.
- . Technical Manual TM 9-7720. Washington, DC: Department of the Army. 1955 （英语）.
- 沈卫平. . 北京: 华艺出版社. 2004. ISBN 9787801420404 （中文）.
- 臺灣省文獻委員會; 國防部史政編譯局. . 南投市中興新村: 省文獻會. 1994. ISBN 957004652X （中文）.